# Frank Lortz
Frank Lortz (né le 5 juin 1953 à Seligenstadt) est un homme politique hessois de la CDU, membre du parlement de l'État de Hesse et vice-président du Landtag de Hesse du 5 avril 2003 au 5 avril 2008 et de nouveau depuis le 5 février 2009. 

## Biographie
De 1969 à 1972, Frank Lortz termine sa formation de commis de banque, puis travaille comme commis de banque à la caisse d'épargne de district de Seligenstadt jusqu'en 1973. Entre 1973 et 1977, il étudie l'administration des affaires. 
Il est actuellement consultant indépendant en affaires et en marketing. Il est également membre du conseil de surveillance d'Union Umschau Media Verlags-, Werbe- und Servicegesellschaft mbH et actionnaire d'Union Umschau Media GmbH avec 33,3%; Membre suppléant du conseil d'administration et membre du comité de crédit, du comité de construction et du comité du personnel de la Landesbank Hessen-Thüringen; Membre du conseil consultatif de la «Hessen Kurier»; Vice-président du conseil d'administration de la Fondation Sparkasse Langen-Seligenstadt "Pour les enfants et les jeunes de notre région"; Membre du comité consultatif au nord de SV Sparkassenversicherung; Président de la Sparkassen Purpose Association Langen-Seligenstadt; Président du conseil d'administration de la Sparkasse Langen-Seligenstadt; Membre de l'assemblée d'association du Sparkassenverband Hessen / Thüringen et membre de soutien dans une soixantaine d'autres associations. 
Frank Lortz est le fondateur et président du cercle de l'association Froschhausen depuis 1979 et a un impact significatif sur les activités de l'association dans le district de Froschhausen jusqu'à sa démission en 2015. Depuis lors, il est président d'honneur. 
En 2003, Lortz est officier de l'ordre du Mérite de la République fédérale d'Allemagne. 
Il est catholique romain, marié, père de deux enfants et vit à Seligenstadt-Froschhausen.

## Carrière politique
Lortz rejoint la CDU en 1969. De mars 1977 à juin 2008, il est membre du conseil municipal de Seligenstadt. De 1977 à 1982, Lortz estdirecteur général du groupe parlementaire CDU du conseil de l'arrondissement d'Offenbach et de 1979 à 2001 président de l'association locale CDU Froschhausen. En 1980, il devient vice-président de la CDU de l'arrondissement d'Offenbach. Lortz est membre du comité de l'arrondissement d'Offenbach depuis avril 1985. Entre mars 1989 et mars 1997, il est président du groupe parlementaire CDU et est en avril 1997 vice-président du conseil municipal. 
Depuis le 1er décembre 1982 Frank Lortz est membre du Landtag de Hesse. De 1987 à 1991, il est président de la sous-commission d'examen du budget de l'État. De mars 1999 à mars 2003, il est vice-président du groupe parlementaire CDU et actuellement vice-président du Landtag. 
Aux élections régionales de Hesse 2009 le 18 Janvier 2009 Lortz s'est présenté comme candidat direct pour la circonscription d'Offenbach III et est élu contre Judith Pauly-Bender, la candidate du SPD, et René Rock, le candidat du FDP. 
En 1999, 2004, 2009, 2010 et 2012, il est membre de l'Assemblée fédérale . 
Il est président d'honneur de la Jungen Union au niveau local, de la ville et de l'arrondissement, porte-parole de la politique fiscale de la CDU Hessen et depuis 2001 président d'honneur de la CDU Froschhausen. 